# Коблер (коктейль)

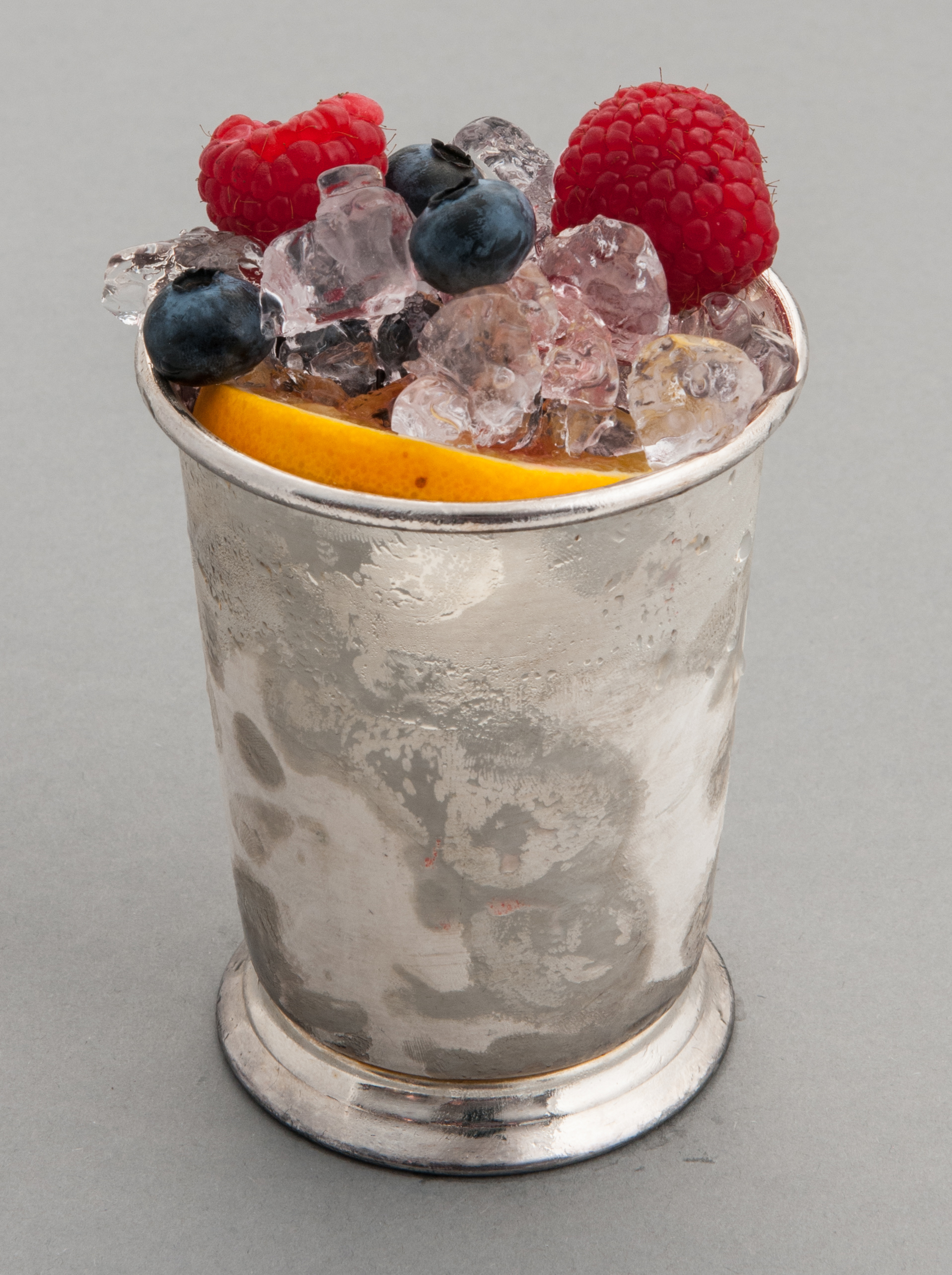
Коблер

Кобле́р — коктейль, состоящий из фруктов, минеральной воды, вина или игристого вина. Его подают в высоком стакане с соломкой и барной ложкой. Также обычным является добавление фруктового сока.
Известные варианты:
- Ананасовый коблер
- Абрикосовый коблер
- Бургундский коблер
- Коблер с шампанским
- Коблер Феодора
- Имперский Коблер
- Шерри-коблер